# Stattmatten
Stattmatten è un comune francese di 749 abitanti situato nel dipartimento del Basso Reno nella regione del Grand Est. Il suo territorio è attraversato dal fiume Moder, e si trova a breve distanza dal confine con la Germania. 

## Società

### Evoluzione demografica
Abitanti censiti